# Strana komunistů Moldavské republiky
Strana komunistů Moldavské republiky (moldavsky Partidul Comuniștilor din Republica Moldova) je komunistická strana v Moldavsku. V parlamentních volbách v roce 2010 získala 42 mandátů z 101 a skončila v opozici. Je ovšem zatím jedinou komunistickou stranou v rámci postsovětských republik, která většinově vládla, a to po dvě období v letech 2001 až 2009. Jejím předsedou je od roku 1994 Vladimir Voronin, který v letech 2001 až 2009 zastával funkci moldavského prezidenta. V rámci mezinárodního působení je strana členem Strany evropské levice a Svazu komunistických stran - Komunistické strany Sovětského svazu. Její vedení sídlí v Kišiněvě.

## Výsledky voleb

### Parlamentní
| Volby   | Lídr             | Výsledek | Výsledek | Výsledek | Výsledek | Výsledek | Pořadí | Postoj k vládě |
| Volby   | Lídr             | Hlasy    | %        | +/–      | Mandáty  | +/–      | Pořadí | Postoj k vládě |
| ------- | ---------------- | -------- | -------- | -------- | -------- | -------- | ------ | -------------- |
| 1998    | Vladimir Voronin | 487 002  | 30,01    | nová     | 40/101   | nová     | 1.     | Opozice        |
| 1998    | Vladimir Voronin | 487 002  | 30,01    | nová     | 40/101   | nová     | 1.     | Opozice        |
| 1998    | Vladimir Voronin | 487 002  | 30,01    | nová     | 40/101   | nová     | 1.     | Podpora        |
| 2001    | Vladimir Voronin | 794 808  | 50,07    | ▲ 20,06  | 71/101   | ▲ 31     | ▬ 1.   | Většina        |
| 2005    | Vladimir Voronin | 716 336  | 45,98    | ▼ 4,09   | 56/101   | ▼ 15     | ▬ 1.   | Většina        |
| 2005    | Vladimir Voronin | 716 336  | 45,98    | ▼ 4,09   | 56/101   | ▼ 15     | ▬ 1.   | Většina        |
| 2009/04 | Vladimir Voronin | 760 551  | 49,48    | ▲ 3,50   | 60/101   | ▲ 4      | ▬ 1.   | Většina        |
| 2009/07 | Vladimir Voronin | 706 732  | 44,69    | ▼ 4,79   | 48/101   | ▼ 12     | ▬ 1.   | Opozice        |
| 2010    | Vladimir Voronin | 677 069  | 39,34    | ▼ 5,35   | 42/101   | ▼ 6      | ▬ 1.   | Opozice        |
| 2010    | Vladimir Voronin | 677 069  | 39,34    | ▼ 5,35   | 42/101   | ▼ 6      | ▬ 1.   | Opozice        |
| 2014    | Vladimir Voronin | 279 366  | 17,48    | ▼ 21,86  | 21/101   | ▼ 21     | ▼ 3.   | Opozice        |
| 2014    | Vladimir Voronin | 279 366  | 17,48    | ▼ 21,86  | 21/101   | ▼ 21     | ▼ 3.   | Opozice        |
| 2019    | Vladimir Voronin | 53 175   | 3,75     | ▼ 13,73  | 0/101    | ▼ 21     | ▼ 5.   | Mimo parlament |
| 2019    | Vladimir Voronin | 53 175   | 3,75     | ▼ 13,73  | 0/101    | ▼ 21     | ▼ 5.   | Mimo parlament |
| 2021    | Vladimir Voronin | 398 675  | 27,17    | ▲ 23,42  | 7/101    | ▲ 7      | ▲ 2.   | Opozice        |
| 2021    | Vladimir Voronin | 398 675  | 27,17    | ▲ 23,42  | 7/101    | ▲ 7      | ▲ 2.   | Opozice        |

### Prezidentské
| Volby      | Kandidát             | První kolo        | První kolo        | Druhé kolo                      | Druhé kolo                      | Výsledek    |
| Volby      | Kandidát             | Hlasy             | %                 | Hlasy                           | %                               | Výsledek    |
| ---------- | -------------------- | ----------------- | ----------------- | ------------------------------- | ------------------------------- | ----------- |
| 2001       | Vladimir Voronin     | 71                | 70,30             | —                               | —                               | Zvolen      |
| 2005       | Vladimir Voronin     | 75                | 74,26             | —                               | —                               | Zvolen      |
| 2009/05–06 | Zinaida Greceanîiová | 60                | 59,41             | —                               | —                               | Žádný vítěz |
| 2009/11–12 | bojkotovali volby    | bojkotovali volby | bojkotovali volby | bojkotovali volby               | bojkotovali volby               | Žádný vítěz |
| 2011–2012  | bojkotovali volby    | bojkotovali volby | bojkotovali volby | bojkotovali volby               | bojkotovali volby               | Prohra      |
| 2016       | bojkotovali volby    | bojkotovali volby | bojkotovali volby | bojkotovali volby               | bojkotovali volby               | Prohra      |
| 2020       | bojkotovali volby    | bojkotovali volby | bojkotovali volby | bojkotovali volby               | bojkotovali volby               | Prohra      |
| 2024       | Vasile Tarlev        | 49 316            | 3,19              | podpořili Alexandra Stoianogloa | podpořili Alexandra Stoianogloa | Prohra      |